# Singles (ścieżka dźwiękowa)
Singles: Original Motion Picture Soundtrack – ścieżka dźwiękowa promująca komedię romantyczną Singles w reżyserii Camerona Crowe’a. Utrzymana jest w nurcie grunge’owym. Album ze ścieżką dźwiękową został wydany 30 czerwca 1992 nakładem wytwórni Epic Soundtrax. Procesem produkcji zajęli się Cameron Crowe oraz Danny Bramson.
16 kwietnia 2002 wydawnictwo uzyskało na terenie Stanów Zjednoczonych certyfikację 2× platyny, za sprzedaż 2 milionów kopii.

## Odbiór
Album ze ścieżką dźwiękową poprzez swój sukces, znacznie przyczynił się do popularyzacji nurtu muzycznego grunge, który rozwinął się do stopnia dużej popularności na początku lat 90.. Recenzent Steve Huey z serwisu AllMusic, przyznał płycie 4.5 gwiazdki na 5 możliwych. Swą ocenę argumentował pisząc: „Singles pomogło wykrystalizować ideę „brzmienia Seattle” w umyśle głównego nurtu społeczeństwa i to był jeden z największych sukcesów jeśli chodzi o ścieżki dźwiękowe lat 90 (...) Jest to krok milowy w przełomie dla rocka alternatywnego w głównym nurcie kultury popularnej”. Chris Willman z dziennika Los Angeles Times, w swej recenzji przyznał albumowi 3 gwiazdki na 4 możliwe, wypowiadając się pozytywnie na temat wydawnictwa.
Ścieżka dźwiękowa okazała się dużym sukcesem, debiutując na 6. pozycji zestawienia Billboard 200. 16 kwietnia 2002 pokryła się ona 2× platyną na terenie Stanów Zjednoczonych, uzyskując nakład sprzedaży przekraczający 2 miliony kopii.
Dwutygodnik Rolling Stone w roku 2013 zamieścił album na 20. pozycji zestawienia „25 najlepszych ścieżek dźwiękowych w historii”. W swej opinii napisano między innymi, że ścieżka dźwiękowa zawiera w większości zestaw najważniejszych wykonawców.

## Lista utworów
| AllMusic          | [ 1 ] |
| Kerrang!          | [ 7 ] |
| Los Angeles Times | [ 4 ] |

| Nr  |  | Tytuł                                         | Wykonawca                   | Autor                                                                   | Długość |
| --- |  | --------------------------------------------- | --------------------------- | ----------------------------------------------------------------------- | ------- |
| 1.  |  | „Would?”                                      | Alice in Chains             | Jerry Cantrell                                                          | 3:27    |
| 2.  |  | „Breath”                                      | Pearl Jam                   | Eddie Vedder, Stone Gossard                                             | 5:25    |
| 3.  |  | „Seasons”                                     | Chris Cornell               | Chris Cornell                                                           | 5:45    |
| 4.  |  | „Dyslexic Heart”                              | Paul Westerberg             | Paul Westerberg                                                         | 4:28    |
| 5.  |  | „The Battle of Evermore” (Led Zeppelin cover) | The Lovemongers             | Jimmy Page, Robert Plant                                                | 5:41    |
| 6.  |  | „Chloe Dancer/Crown of Thorns”                | Mother Love Bone            | Andrew Wood, Bruce Fairweather, Greg Gilmore, Jeff Ament, Stone Gossard | 8:16    |
| 7.  |  | „Birth Ritual”                                | Soundgarden                 | Chris Cornell, Kim Thayil, Matt Cameron                                 | 6:05    |
| 8.  |  | „State of Love and Trust”                     | Pearl Jam                   | Eddie Vedder, Jeff Ament, Mike McCready                                 | 3:46    |
| 9.  |  | „Overblown”                                   | Mudhoney                    | Mark Arm                                                                | 2:58    |
| 10. |  | „Waiting for Somebody”                        | Paul Westerberg             | Paul Westerberg                                                         | 3:25    |
| 11. |  | „May This Be Love”                            | The Jimi Hendrix Experience | Jimi Hendrix                                                            | 3:10    |
| 12. |  | „Nearly Lost You”                             | Screaming Trees             | Mark Lanegan, Gary Lee Conner, Van Conner                               | 4:06    |
| 13. |  | „Drown”                                       | The Smashing Pumpkins       | Billy Corgan                                                            | 8:17    |
|     |  |                                               |                             |                                                                         |         |

## Personel
Opracowano na podstawie materiału źródłowego:
- Producent muzyczny: Brett Eliason, Butch Vig, Cameron Crowe, Conrad Uno, Danny Bramson, Don Fleming, Mark Dearnley, Rick Parashar, Scott Litt, Steve Smith, Terry Date
- miksowanie: Andy Wallace, Brendan O’Brien, Brett Eliason, Brian Malouf, Butch Vig, Clif Norrell, Rick Parashar, Ron Saint Germain, Scott Litt, Steve Smith, Susan Rogers, Tod Lemkuhl
- Projekt okładki: David Coleman, Nancy Donald
- Zdjęcia: Karen Moskowitz

## Pozycje na listach i certyfikacje
| Lista (1992)                      | Pozycja |
| --------------------------------- | ------- |
| Billboard 200 (Stany Zjednoczone) | 6       |

| Państwo                  | Certyfikacja       | Sprzedaż   |
| ------------------------ | ------------------ | ---------- |
| Stany Zjednoczone (RIAA) | 2× platynowa płyta | 2,000,000+ |

## Wyróżnienia
| Publikacja    | Kraj              | Wyróżnienie                                     | Rok  | Pozycja |
| ------------- | ----------------- | ----------------------------------------------- | ---- | ------- |
| Rolling Stone | Stany Zjednoczone | „25 najlepszych ścieżek dźwiękowych w historii” | 2013 | 20      |